# María Mercedes Rodrigué de Soto Acebal
María Mercedes Rodrigué de Soto Acebal (Lules, Tucumán, 18 de septiembre de 1902 - Buenos Aires, julio de 1986) fue una pintora argentina.

## Vida y obra
María Mercedes Rodrigué nace en 1902 en la Provincia de Tucumán, hija del inmigrante francés René Rodrigué y de la tucumana María Schuchard. Estudia en la Escuela Superior de Bellas Artes de la Nación.
Se casó con el también pintor Jorge Soto Acebal, con quien tendría cinco hijos. Con su esposo realizó varios murales, entre otros en Plaza Hotel en 1930, el Hospital de Niños, la sede del Automóvil Club Argentino y en el pabellón argentino en la Exposición Internacional de Nueva York de 1939, donde también expuso un cuadro titulado Buenos Aires 1810. Expuso en el Salón Nacional de Bellas Artes en el año 1936 con un óleo llamado La Virgen del patio y en 1937 con el óleo Tarde de invierno, entre varios otros salones. Fue premiada con el Premio de Dibujo y Premio de Pintura en el Salón de Acuarelistas (1936 y 1939) y primer premio de la Comisión Nacional de Bellas Artes en el Salón Nacional de Artistas Decoradores de 1940.
Fallece en Buenos Aires en 1986. Sus obras integran las colecciones de los museos de bellas artes de Santa Fe, La Plata y Rosario.